# Trzydziesty szósty rząd Izraela
Trzydziesty szósty rząd Izraela – rząd Izraela, który został powołany przez XXIV Kneset 13 czerwca 2021 roku, po wyborach w marcu 2021 roku. Powstanie rządu Naftalego Bennetta i Ja’ira Lapida zakończyło dwunastoletni okres rządów Binjamina Netanjahu i Likudu w Izraelu.
Do 22 grudnia 2020 roku rządzącej koalicji nie udało się przegłosować ustawy budżetowej na 2021 rok. W związku z tym, zgodnie z prawem, automatycznie zarządzono następne wybory, które odbędą się za 90 dni, czyli 23 marca 2021 roku. Rozpisanie kolejnych wyborów odbyło się w atmosferze sporów pomiędzy będącymi w koalicji Likudem Binjamina Netanjahu i Niebiesko-Białymi Beniego Ganca.

## Formowanie rządu
Po marcowych wyborach, przedstawiciele wszystkich partii, które znalazły się w Knesecie wskazali, jakiego kandydata będą popierać w celu sformowania nowego rządu. Netanjahu otrzymał 52 rekomendacje,  Lapid 45, a Naftali Bennett (61 rekomendacji jest potrzebne aby uzyskać większość). 6 kwietnia 2021 roku prezydent Re’uwen Riwlin ogłosił decyzję, że próbę sformowania rządu otrzyma Netanjahu. Zgodnie z prawem, aby osiągnąć ten cel kandydat otrzymuje 28 dni. Okres ten nie przyniósł żadnych rezultatów. Zgodnie z obowiązującymi zasadami, prezydent Riwlin, 5 maja,  przekazał mandat stworzenia rządu kandydatowi opozycji – Lapidowi. Zaznaczył przy tym, że premierem może zostać lider partii Jest Przyszłość lub ktoś inny. W tym samym czasie gotowość do przewodzenia nowemu rządowi ogłosił Naftali Bennett. Na okres trwania operacji „Strażnik Murów” rozmowy koalicyjne zostały wstrzymane. 2 czerwca Lapid ogłosił, że udało mu się zgromadzić niezbędną większość do utworzenia rządu. W jego skład będą wchodzić Jamina, Nowa Nadzieja, Nasz Dom Izrael, Jest Przyszłość, Niebiesko-Biali, Partia Pracy, Merec przy poparciu Ra’am. Uzgodniono, że podobnie jak w przypadku rządu Netanjahu i Ganca, tak i w tym zachowana zostanie funkcja rotacyjnego premiera.
13 czerwca Kneset przegłosował powstanie rządu Naftalego Bennetta stosunkiem głosów 60 do 59.

## Rozwiązanie rządu
6 kwietnia 2022 roku posłanka Idit Silman ogłosiła, że opuszcza koalicję rządzącą. Doszło do tego w wyniku ze sporem z Niccanem Horowicem, który zezwolił na pojawienie się chamecu w święto Pesach, które zbiegło się w czasie z muzułmańskim Ramadanem. W koalicji rządzącej pozostało wówczas 60 posłów.
Następstwem odejścia Silman była rezygnacja z udziału w koalicji posłanki partii Merec Dżiny Rinawi-Zo’abi. Uznała, że nie może być członkinią rządu, który „nęka społeczeństwo arabskie”. Odejście Rinawi-Zo’abi pozostawiło koalicję z 59 parlamentarzystami.
13 czerwca poseł Jaminy Nir Orbach ogłosił wstrzymania swojego poparcia dla rządu.
20 czerwca Bennett i Lapid zgodzili się na rozwiązanie Knesetu i rozpisanie przedterminowych wyborów. 22 czerwca Kneset w pierwszym z czterech głosowań zgodził się na samorozwiązanie. Dalej ustawa musi zostać dwukrotnie sprawdzona przez komisję oraz muszą się odbyć trzy czytania. Odpowiedzialna za to komisja znajduje się pod przewodnictwem Orbacha, który odwołał jej zwołanie do 27 czerwca, aby dać Likudowi szansę na stworzenie alternatywnej koalicji.
27 czerwca Kneset, podczas pierwszego z trzech czytań, przegłosował ustawę o rozwiązaniu.
30 czerwca Kneset przegłosował samorozwiązanie stosunkiem głosów 92 do 0. Datę wyborów ustalono na 1 listopada 2022 roku. Od 1 lipca premierem do końca kadencji zostanie Lapid. Dzień wcześniej Bennett zapowiedział chwilowe odejście z polityki i przekazanie przywództwa w Jaminie Ajjelet Szaked.

## Skład rządu
| Funkcja                                                      | Imię i nazwisko | Imię i nazwisko       | Partia          | Okres sprawowania urzędu | Okres sprawowania urzędu |
| Funkcja                                                      | Imię i nazwisko | Imię i nazwisko       | Partia          | od                       | do                       |
| ------------------------------------------------------------ | --------------- | --------------------- | --------------- | ------------------------ | ------------------------ |
| Premier                                                      |                 | Naftali Bennett       | Jamina          | 13 czerwca 2021          | 30 czerwca 2022          |
| Minister osadnictwa                                          | 13 czerwca 2021 | Naftali Bennett       | Jamina          | 29 grudnia 2022          |                          |
| Ministerstwo cyfryzacji                                      | 13 czerwca 2021 | Naftali Bennett       | Jamina          | 19 lipca 2021            |                          |
| premier alternatywny                                         |                 | Ja’ir Lapid           | Jest Przyszłość | 1 lipca 2022             | 29 grudnia 2022          |
| Minister spraw zagranicznych                                 | 13 czerwca 2021 | Ja’ir Lapid           | Jest Przyszłość | 29 grudnia 2022          |                          |
| Wicepremier                                                  |                 | Gide’on Sa’ar         | Nowa Nadzieja   | 13 czerwca 2021          | 9 lipca 2021             |
| Minister sprawiedliwości                                     | 13 czerwca 2021 | Gide’on Sa’ar         | Nowa Nadzieja   | 29 grudnia 2022          |                          |
| Wicepremier                                                  |                 | Beni Ganc             | Niebiesko-Biali | 13 czerwca 2021          | 29 grudnia 2022          |
| Minister obrony                                              | 13 czerwca 2021 | Beni Ganc             | Niebiesko-Biali | 29 grudnia 2022          |                          |
| Minister równości społecznej i emerytów                      |                 | Meraw Kohen           | Jest Przyszłość | 13 czerwca 2021          | 29 grudnia 2022          |
| Minister w biurze premiera, Łącznik między rządem a Knesetem |                 | Ze’ew Elkin           | Nowa Nadzieja   | 13 czerwca 2021          | 29 grudnia 2022          |
| Minister budownictwa i mieszkalnictwa                        | 13 czerwca 2021 | Ze’ew Elkin           | Nowa Nadzieja   | 29 grudnia 2022          |                          |
| Minister Jerozolimy i dziedzictwa narodowego                 | 13 czerwca 2021 | Ze’ew Elkin           | Nowa Nadzieja   | 29 grudnia 2022          |                          |
| Ministerstwo Rolnictwa                                       |                 | Oded Forer            | Nasz Dom Izrael | 13 czerwca 2021          | 29 grudnia 2022          |
| Minister rozwoju peryferii Negewu i Galilei                  | 13 czerwca 2021 | Oded Forer            | Nasz Dom Izrael | 29 grudnia 2022          |                          |
| Minister komunikacji                                         |                 | Jo’az Hendel          | Nowa Nadzieja   | 13 czerwca 2021          | 29 grudnia 2022          |
| Minister kultury i sportu                                    |                 | Jechi’el Mosze Troper | Niebiesko-Biali | 13 czerwca 2021          | 29 grudnia 2022          |
| Minister ds. diaspory                                        |                 | Nachman Szaj          |                 | 13 czerwca 2021          | 29 grudnia 2022          |
| Ministerstwo Edukacji                                        |                 | Jifat Szasza-Bitton   | Nowa Nadzieja   | 13 czerwca 2021          | 29 grudnia 2022          |
| Minister ds. energii                                         |                 | Karin Elharrar        | Jest Przyszłość | 13 czerwca 2021          | 29 grudnia 2022          |
| Minister ochrony środowiska                                  |                 | Tamar Zandberg        | Merec           | 13 czerwca 2021          | 29 grudnia 2022          |
| Minister finansów                                            |                 | Awigdor Lieberman     | Nasz Dom Izrael | 13 czerwca 2021          | 29 grudnia 2022          |
| Minister w Ministerstwie Finansów                            |                 | Hamad Amar            | Nasz Dom Izrael | 13 czerwca 2021          | 29 grudnia 2022          |
| Minister zdrowia                                             |                 | Niccan Horowic        | Merec           | 13 czerwca 2021          | 29 grudnia 2022          |
| Minister absorpcji imigrantów                                |                 | Penina Tamanu         | Niebiesko-Biali | 13 czerwca 2021          | 29 grudnia 2022          |
| Minister wywiadu                                             |                 | Elazar Sztern         | Jest Przyszłość | 13 czerwca 2021          | 29 grudnia 2022          |
| Minister pracy i opieki społecznej                           |                 | Me’ir Kohen           | Jest Przyszłość | 13 czerwca 2021          | 29 grudnia 2022          |
| Minister bezpieczeństwa publicznego                          |                 | Omer Bar-Lew          | Partia Pracy    | 13 czerwca 2021          | 29 grudnia 2022          |
| Minister współpracy regionalnej                              |                 | Isawi Furajdż         | Merec           | 13 czerwca 2021          | 29 grudnia 2022          |
| Minister spraw religijnych                                   |                 | Matan Kahana          | Jamina          | 13 czerwca 2021          | 15 maja 2022             |
| Minister nauki i technologii                                 |                 | Orit Farkasz Hakohen  | Niebiesko-Biali | 13 czerwca 2021          | 29 grudnia 2022          |
| Minister gospodarki i przemysłu                              |                 | Orna Barbiwaj         | Jest Przyszłość | 13 czerwca 2021          | 29 grudnia 2022          |
| Minister spraw wewnętrznych                                  |                 | Ajjelet Szaked        | Jamina          | 13 czerwca 2021          | 29 grudnia 2022          |
| Minister turystyki                                           |                 | Jo’el Razwozow        | Jest Przyszłość | 13 czerwca 2021          | 29 grudnia 2022          |
| Minister transportu                                          |                 | Meraw Micha’eli       | Partia Pracy    | 13 czerwca 2021          | 29 grudnia 2022          |

Źródło: All Governments of Israel (dostęp: 14.06.2021).